# Lisa Marie
Pour les articles homonymes, voir Marie.
Lisa Marie Smith, dite Lisa Marie, est une mannequin et actrice américaine, née le 5 décembre 1968 à Piscataway (New Jersey).

## Biographie
D'abord mannequin pour Calvin Klein, elle a ensuite commencé une carrière d'actrice, jouant notamment dans plusieurs films du réalisateur Tim Burton, avec lequel elle a été en couple de 1993 à 2001.

## Filmographie

### Cinéma
- 1988 : Let's Get Lost (film documentaire) de Bruce Weber
- 1990 : Alice de Woody Allen : Invitée de la fête
- 1994 : Ed Wood  de Tim Burton : Vampira
- 1996 : Mars Attacks! de Tim Burton : la martienne
- 1998 : Frogs for Snakes (en)  de Amos Poe : Myrna L'Hatsky
- 1999 : If... Dog... Rabbit...  de Mathew Modine: Judy
- 1999 : Tail Lights Fade (en)  de Malcolm Ingram : Kitty
- 1999 : Sleepy Hollow, la légende du cavalier sans tête  de Tim Burton : Lady Crane
- 2000 : Chasing the Dragon  d' Alexander Samaan : Claire Oberon
- 2001 : The Beatnicks  de Nicholson Williams : Sophie
- 2001 : La Planète des singes  de Tim Burton : Nova
- 2012 : The Lords of Salem  de Rob Zombie : Priscilla Reed
- 2012 : Bloody Christmas (Silent Night)  de Steven C. Miller : Mme Hilary Morwood
- 2015 : We Are Still Here  de Max Gheogegan : May Lewis
- 2015 : Tales of Halloween : La veuve (segment Grim Grinning Ghost)
- 2015 : Dominion  de Richard Lowry : Tonjura
- 2015 : Beauty in the Broken  de Max Leonida : Infirmière Sally

### Télévision
- 1984 : L'Amour en héritage (Mistral's Daughter) de Douglas Hickox / Kevin Connor, (feuilleton télévisé)
- 1988 : Deux flics à Miami (série télévisée), 1 épisode : Cinder
- 1997 : Breast Men (en)  (téléfilm): Vanessa
- 2000-2001 : The World of Stainboy (mini-série), 2 épisodes
- 2023 : Lockwood (série télévisée), 11 épisodes : Julie Lopez

## Musique
Elle a interprété Something's Jumpin' in Your Shirt sur l'album Waltz Darling de Malcolm McLaren en 1989.

## Distinctions
Nominations :
- Awards Circuit Community Awards 1994 : meilleure distribution pour Ed Wood - nomination partagée avec le reste de la distribution du film
- Fright Meter Awards 2015 : meilleure actrice dans un second rôle pour We Are Still Here